# Socket 2
Socket 2 – typ gniazda procesora zaprojektowany dla systemów 486, obsługujący również procesory Intel Pentium OverDrive.
Socket 2 został zastąpiony gniazdem Socket 3.